# مغاربة بلجيكيون
مغاربة بلجيكيون (بالفرنسية: Belgo-Marocains)‏، (بالهولندية: Belgische Marokkanen) هم المواطنون المقيمون في بلجيكا، ذوي الأصول المغربية، يشكلون مجموعات عرقية مختلفة، وهم جزءًا من الشتات المغربي الأوسع، اذ يبلغ تعدادهم حسب إحصائيات عام 2012 حوالي 429,580 نسمة، وهم يمثلون أكبر عدد من المهاجرين غير الأوروبيين فيها.

## التاريخ
تواجد المغاربة في بلجيكا منذ عام 1912، عندما بدأت فرنسا بجلب العمال المهاجرين من مستعمارتها في شمال إفريقيا، لذلك كانت الهجرة تجذب العديد من الأيدي العاملة حيث كانت غالبيتهم من الشباب غير المتزوجين، مما سمح للعديد منهم العبور الى بلجيكا، وبحلول عام 1930 كان هناك حوالي 6000 مغربي يعيش فيها، حيث كان يتواجد معظمهم في المدن الصناعية في إقليم فالونيا ذو الغالبية الفرنسية. وبعد الحرب العالمية الثانية انتعش الاقتصاد البلجيكي وهذا الأمر أدى الى الانتعاش السريع لتعدين الفحم والصناعات الثقيلة، التي عانت من نقص حاد في الأيدي العاملة، حيث قامت الحكومة البلجيكية ببرنامج لتشجيع هجرة الأيدي العاملة إليها، وإبرام بعض اتفاقيات عمل مع دول وكيانات، وكانت أول اتفاقية تُبرم مع الحكومة الإيطالية عام 1946، لكنها ألغيت بعدما حدث إنهيار في مناجم التعدين في مدينة مارسينل [الإنجليزية] بمقاطعة هينو عام 1956، التي سميت بـ كارثة مناجم مارسينل [الإنجليزية]، بعدها قررت الحكومة ابرام اتفاقيات بديلة مع إسبانيا، ومع اليونان عام 1957، ومع تركيا عام 1964، وأيضاً بدأت بتجنيد بعض العمال المهاجرين من شمال إفريقيا منذ عام 1957، لكن العملية كانت معقدة وصعبة، بسبب ثورة التحرير الجزائرية التي كانت مستمرة. وفي 17 أغسطس 1964، عُقدت اتفاقية عمل مع المغرب، التي جعلها أول دولة في شمال إفريقيا تعقد مثل هكذا اتفاقية مع بلجيكا. ومن عام 1964 حتى عام 1973 جُند العديد من العمال المغاربة الشباب للعمل فيها، ولكن ألغي البرنامج في أغسطس عام 1974، بسبب الركود الاقتصادي الذي حدث من عام 1973 - 1975، وتطبيق قانون لم شمل الأسرة وأرتفاع معدلات المواليد والتوسع السريع بالمجتمعات، أدى إلى إرتفاع أعداد المهاجرين، وأيضاً تبعها هجرة العديد من الطلاب والباحثين، وبعض المعارضين السياسين لنظام الملك الحسن الثاني.

## المجتمع
تضم العاصمة بروكسل أكبر عدد من المغاربة في بلجيكا بنسبة 45٪، تليها مدينة أنتويرب بنسبة 22.7٪، ثم لياج بنسبة 8.8٪، وشرلروة بنسبة 5.2٪، وغالبية المغاربة في بلجيكا ينحدرون من شمال المغرب (الحسيمة، والناظور، وطنجة، وتطوان، ووجدة). أفادت التقارير في عام 2019 أن ستة مغاربة بلجيكيين قد انتخبوا في مجلس النواب و21 في البرلمانات الإقليمية. وخلال جائحة فيروس كورونا في عام 2020، أفادت بعض التقارير عن طلب أكثر من 1500 مواطن مزدوج الجنسية (مغربي-بلجيكي) العودة الى بلجيكا. وتوجد جالية يهودية مغربية صغيرة تدير المركز الثقافي اليهودي المغربي (CCJM) في بروكسل. ومنهم الحاخام ألبرت غويغي، المولود في مكناس عام 1944.

## مشاهير
- زكية الخطابي
- رجاء معين
- نهيما لانجري
- لبنى أزابال
- زكريا بقالي
- جمال بن صديق
- مروان فيلايني
- سعيد والي
- ميشيل قيسي
- حمزة
- بلال الخنوس

## أنظر أيضا
- الإسلام في بلجيكا